# Äggskär, Borgå
Äggskär är en ögrupp i Finland.   Den ligger i kommunen Borgå i den ekonomiska regionen  Borgå  och landskapet Nyland, i den södra delen av landet, 50 km öster om huvudstaden Helsingfors. De största holmarna är Norrholmen, Mellerstholmen, Långholmen och Söderholmen.